# Golfo del Anádyr
El golfo del Anádyr (a veces también, bahía del Anádyr) (del ruso: Анадырский залив) es un amplio golfo localizado en el extremo noreste de la península de Chutki, en la Siberia rusa.  La ciudad portuaria de  Anadyr se encuentra en el golfo, en la orilla del estuario del Anádyr.
Administrativamente, el golfo pertenece al distrito autónomo de Chukotka de la Federación de Rusia.

## Historia
El golfo fue descubierto por los occidentales en 1648 durante la expedición de Semyon Dezhnev. El primer mapa del golfo  fue elaborado en 1665 por el explorador Kurbat Ivanov.

## Geografía

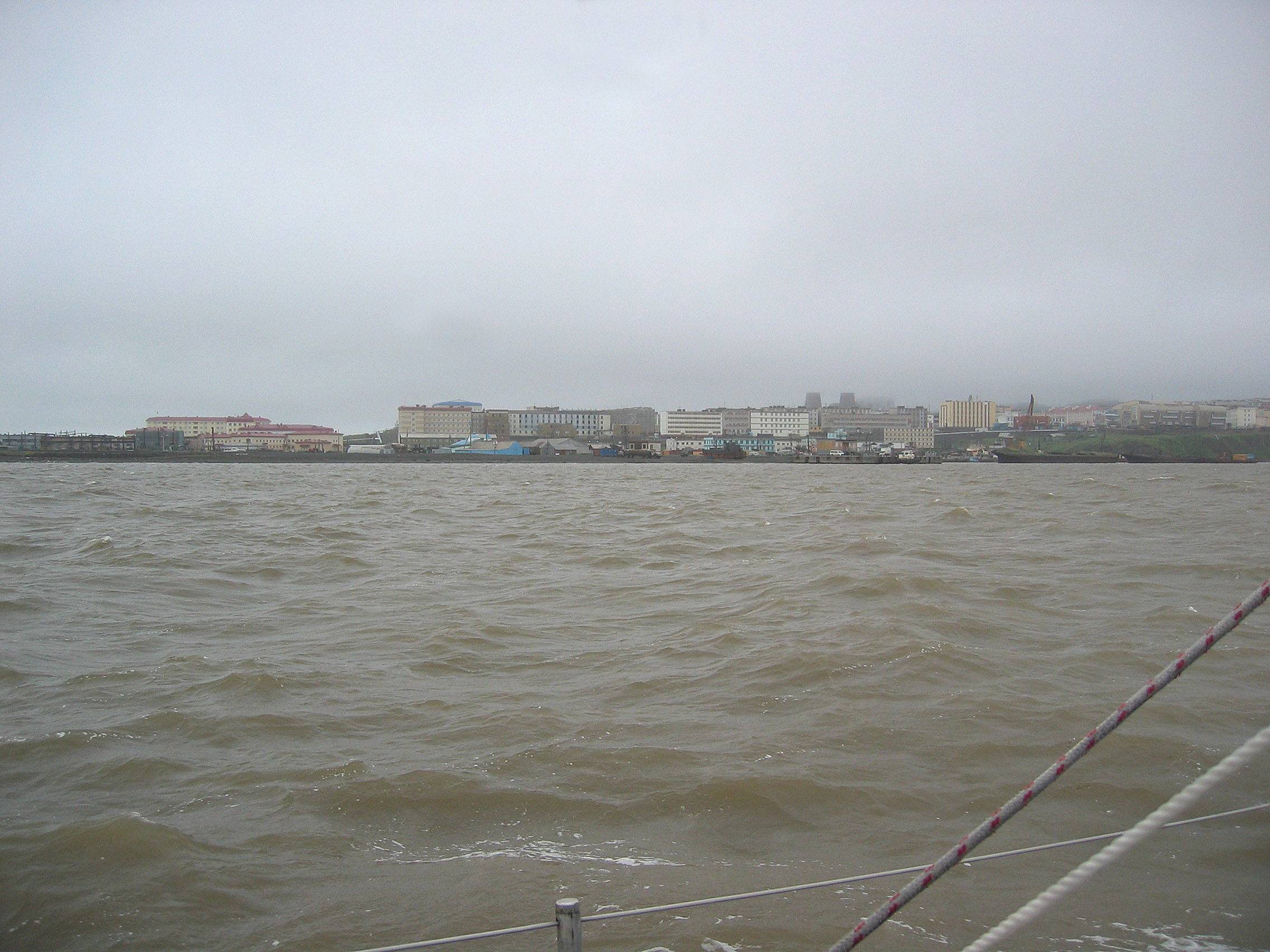
Vista de la ciudad de Anádyr, al fondo del golfo

El golfo del Anadir está en la parte noroeste del mar de Bering y se extiende desde el cabo Chukchi, en el norte, hasta el cabo Navarin, en el sur. El golfo tiene aproximadamente 400 km de boca y una profundidad de 278 km. El golfo se extiende en el interior en dos brazos o cuerpos de agua, la bahía de Krest y el limán del Anádyr, uno de los cordones litorales más largos del mundo. Las mareas alcanzan normalmente una altura de 2,5-3 m. Las aguas del golfo de Anadir están cubiertas por el hielo normalmente 10 meses al año.
Los ríos Anadyr (de una longitud de 1146 km y una cuenca de 191 000 km²) , Velikaya (556 km y 31 000 km²), Kanchalan (426 km y 20 600 km²) y Tumanskaya-Nygchekveem (268 km y 9270 km²) desembocan en el golfo.
La ciudad de Anadir (11.038 hab. en 2002), centro administrativo del Okrug Autónomo de Chukotka, está situada en su costa. Providéniya, en la bahía de Komsoloskaya (antiguo puerto de Emma) (2.723 hab. en 2002), y Egvekinot (2.413 hab. en 2002), en la bahía de Kresta son los mayores asentamientos costeros más próximos.

## Fauna marina
En las aguas del golfo de Anadyr, se observaron 19 especies de mamíferos, de las cuales 7 especies figuran en el Libro Rojo de la Federación Rusa. Viven en él grandes poblaciones de ballena de Groenlandia y ballena gris, ballena barbada, ballena beluga, ballena jorobada, ballena asesina, akiba, foca manchada, pez león y algún oso polar.
En aguas del golfo se pesca el bacalao, bacalao polar, salmón, platija, gobio, eperlano y capelán, aunque principal especie de pescado comercial es el salmón chum. Por lo general, comienza a ingresar a la bahía en los primeros diez días de julio, se observa una carrera masiva después de 7-10 días.
Hay cangrejos azules y polares, varios tipos de moluscos, chorros de mar.